# 約翰·康寧
約翰·康寧三世（英語：John Cornyn III；1952年2月2日—），是美国一位共和黨籍的政治人物，自2002年成為德克薩斯州聯邦參議院議員，曾在2007年到2011年期間出任共和黨參議院全國委員會主席。
康寧在休斯敦出生，是三一大學和聖瑪麗大學的畢業生，並於弗吉尼亚大学法学院取得法学硕士。他曾在1985年至1991年擔任德克薩斯州第三十七區域法院法官，後被選為德州最高法院的陪審法官。1998年，康寧當選德克薩斯州總檢察長 ，直到他在2002年州聯邦參議員選舉勝出為止。

## 延伸閱讀
- Background and collected news at The Washington Post
- 美國國會國家人物傳記大辭典中的傳記
- 由華盛頓郵報維護的投票記錄
- 智慧投票计划中的傳記、投票紀錄及利益集團評級
- Congressional profile at GovTrack
- Congressional profile at OpenCongress
- Issue positions and quotes at On the Issues
- Financial information at OpenSecrets.org
- Staff salaries, trips and personal finance at LegiStorm.com
- 聯邦選舉委員會中的競選財務報告和數據
- Campaign contributions at the National Institute for Money in State Politics
- Appearances on C-SPAN programs
- 網路電影資料庫上的亮相頁面
- Collected news and commentary at The New York Times
- Works by or about 約翰·康寧 in libraries (WorldCat catalog)
- Profile at Ballotpedia

## 外部連結
- 約翰·康寧 （页面存档备份，存于）參議院官方網站
- 約翰·康寧參議員競選網站 （页面存档备份，存于）
- 中的“約翰·康寧”
- C-SPAN內的頁面（英文）

| 司法职务                 | 司法职务                                                                    | 司法职务                 |
| ------------------------ | --------------------------------------------------------------------------- | ------------------------ |
| 前任者： 丹·莫拉萊斯     | 德克薩斯州總檢察長 1999年－2002年                                           | 繼任者： 格雷格·阿伯特   |
| 政党职务                 |                                                                             |                          |
| 前任者： 菲爾·格拉姆     | 美國參議員德克薩斯州共和黨被提名人 （第2類） 2002年、2008年、2014年、2020年 | 最新的                   |
| 前任者： 凱·哈奇森       | 參議院共和黨會議副主席 2007年－2009年                                       | 繼任者： 約翰·圖恩       |
| 前任者： 約翰·恩賽因     | 共和黨參議院全國委員會主席 2009年－2013年                                   | 繼任者： 傑里·莫蘭       |
| 前任者： 瓊·凱爾         | 參議院共和黨黨鞭 2013年－2019年                                             | 繼任者： 約翰·圖恩       |
| 美国参议院               |                                                                             |                          |
| 前任者： 菲爾·格拉姆     | 德克薩斯州第2類參議員 2002年－ 與凱·貝利·哈奇森、泰德·克鲁斯同時在任        | 現任                     |
| 前任者： 提姆·約翰遜     | 參議院道德委員會副主席 2007年–2009年                                        | 繼任者： 強尼·艾薩克森   |
| 前任者： 瓊·凱爾         | 參議院少數黨黨鞭 2013年－2015年                                             | 繼任者： 迪克·德賓       |
| 前任者： 迪克·德賓       | 參議院多數黨黨鞭 2015年－2019年                                             | 繼任者： 約翰·圖恩       |
| 前任者： 查克·葛雷斯利   | 参议院禁毒党团主席 2019年-2021年                                            | 繼任者： 謝爾登·懷特豪斯 |
| 美國排位名單             |                                                                             |                          |
| 前任者： 瑪麗亞·坎特威爾 | 美國參議員資歷 第13位                                                       | 繼任者： 麗莎·穆爾科斯基 |